# Calle Schewens vals

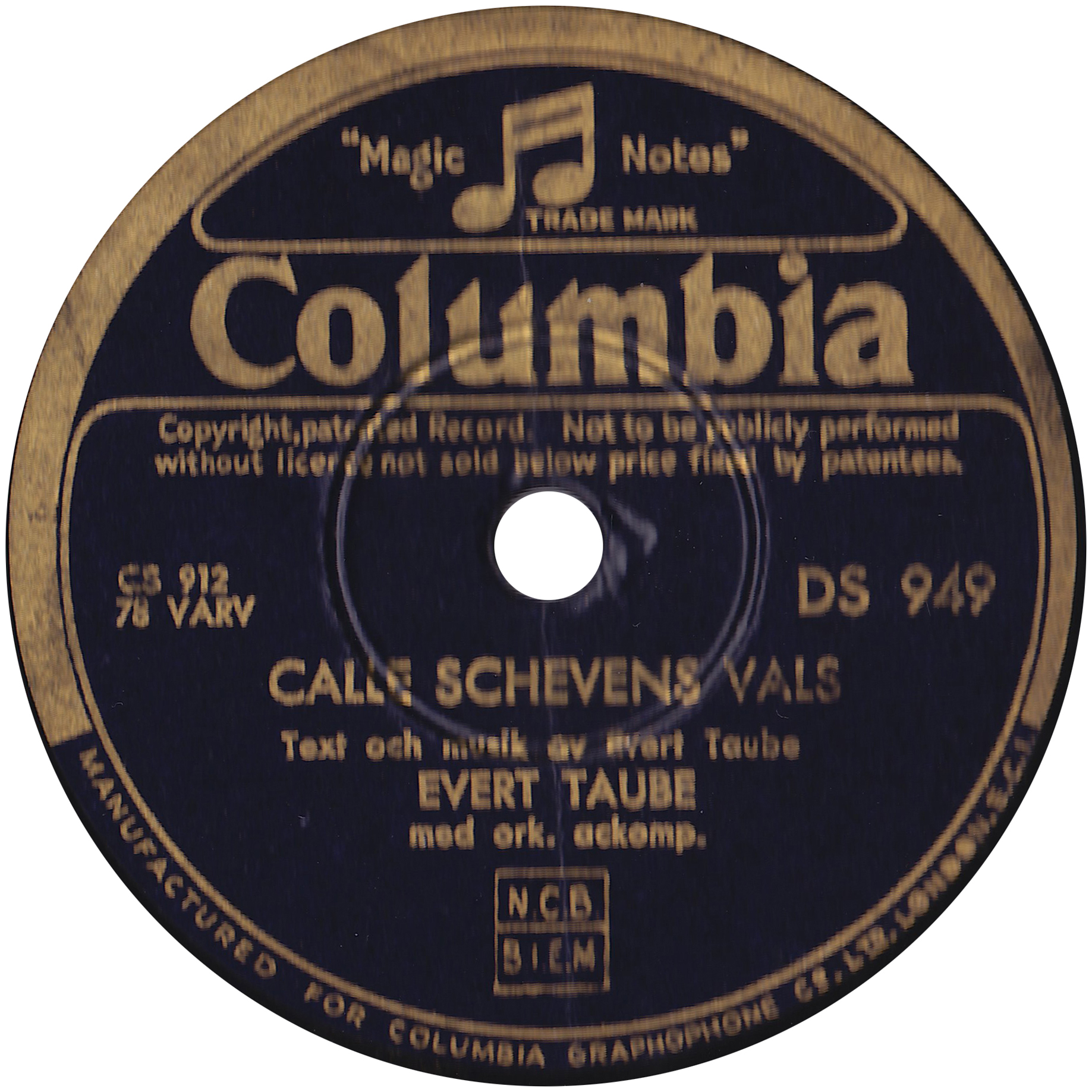
Disco antiguo con la canción Calle Schewens vals.

Calle Schewens vals ("El vals de Calle Schewen") es una canción y un vals sueco, escrita por Evert Taube en 1932.
Cuando Taube quería estar miembro de la sociedad secreta Pelarorden, él fue capturado de Albert Engström que le ordenó Taube a escribir una canción de "den stockholmska skärgården och Roslagens högsommarluft och småningom allt dunklare julinätter" ("El archipiélago de Estocolmo y el aire de verano y las noches oscuras de julio de Roslagen"). Carl von Schewen, que también fue miembro de Pelarorden, es llamado "Calle Schewen" en la canción. En 1934 Taube publicado la canción en su libro Den Gyldene Fredens folianter.